# 아이만 파예즈
아이만 파예즈(أيمن محمد فايز ,Ayman Fayez, 1991년 3월 3일~) 혹은 아이만 알라엘딘 모하메드 파예즈(Ayman Alaaeldin Mohamed Fayez)는 이집트의 에페 펜싱 선수이다. 그는 2012년 하계 올림픽 펜싱 남자 에페 개인전에 참가하였다. 그는 32강에서 이 토너먼트의 금메달을 차지한 베네수엘라의 루벤 리마르도와의 접전 끝에 13-15로 패해 탈락하였다.